# Social-Democratas (Eslovénia)
Os Social-Democratas (em esloveno: Socialni demokrati, SD) é um partido político da Eslovénia.
O partido foi fundado em 1993, através da fusão de 4 partidos de centro-esquerda: Partido da Renovação Democrática; União Social-Democrata; Partido dos Trabalhadores da Eslovénia e o Partido Democrático dos Pensionistas da Eslovénia. O nome original deste partido foi de Lista Unida dos Social-Democratas. Importa referir que, em 1996, o Partido Democrático dos Pensionistas da Eslovénia separou-se da Lista e, reconstitui-se como partido independente.
O partido adoptou o actual nome em 2005, num congresso em Liubliana.
O SD é um partido de ideologia social-democrata e, situa-se no centro-esquerda.
O partido é liderado por Dejan Židan e, é membro do Partido Socialista Europeu e da Aliança Progressista.

### Eleições legislativas
| Data | CI. | Votos   | %            | +/-  | Deputados | +/-     | Status   |
| ---- | --- | ------- | ------------ | ---- | --------- | ------- | -------- |
| 1990 | 1.º | 186 928 | 17,3 / 100,0 |      | 14 / 80   |         | Oposição |
| 1992 | 3.º | 161 349 | 13,6 / 100,0 | 3,7  | 14 / 90   | Estável | Governo  |
| 1996 | 5.º | 96 597  | 9,0 / 100,0  | 4,6  | 9 / 90    | 5       | Governo  |
| 2000 | 3.º | 130 079 | 12,1 / 100,0 | 3,1  | 11 / 90   | 2       | Governo  |
| 2004 | 3.º | 98 527  | 10,2 / 100,0 | 1,9  | 10 / 90   | 1       | Oposição |
| 2008 | 1.º | 320 248 | 30,5 / 100,0 | 20,3 | 29 / 90   | 19      | Governo  |
| 2011 | 3.º | 115 952 | 10,5 / 100,0 | 20,0 | 10 / 90   | 19      | Oposição |
| 2014 | 4.º | 52 249  | 6,0 / 100,0  | 4,5  | 6 / 90    | 4       | Governo  |
| 2018 | 3.º | 88 524  | 9,9 / 100,0  | 3,9  | 10 / 90   | 4       | Governo  |

### Eleições europeias
| Data | CI. | Votos  | %            | +/-  | Deputados  | +/- |
| ---- | --- | ------ | ------------ | ---- | ---------- | --- |
| 2004 | 4.º | 61 672 | 14,2 / 100,0 |      | 1 / 7      |     |
| 2009 | 2.º | 85 402 | 18,4 / 100,0 | 4,2  | 2 / 72 / 8 | 1   |
| 2014 | 5.º | 32 484 | 8,1 / 100,0  | 10,3 | 1 / 8      | 1   |
| 2019 | 2.º | 87 913 | 18,6 / 100,0 | 10,5 | 2 / 8      | 1   |